# Paris-Tours 2015
La 109e édition de la course cycliste Paris-Tours a eu lieu le 11 octobre 2015. La course fait partie du calendrier UCI Europe Tour 2015 en catégorie 1.HC.
Elle a été remportée par l'Italien Matteo Trentin (Etixx-Quick Step) devant les Belges Tosh Van der Sande (Lotto-Soudal) et Greg Van Avermaet (BMC Racing).

## Équipes
| WorldTeams (10)- AG2R La Mondiale - BMC Racing Team - Etixx-Quick Step - FDJ - IAM Cycling - Lotto-Soudal - Giant-Alpecin - Lotto NL-Jumbo - Tinkoff-Saxo - Trek Factory Racing Équipes continentales professionnelles (9)- Bora-Argon 18 - Bretagne-Séché Environnement - Cofidis, Solutions Crédits - Europcar - MTN-Qhubeka - Roompot Oranje Peloton - Team Novo Nordisk - Topsport Vlaanderen-Baloise - Wanty-Groupe Gobert Équipes continentales (4)- Armée de terre - Auber 93 - Marseille 13 KTM - Roubaix Lille Métropole |
| |

## Récit de la course
Courue à une vitesse moyenne de 49,642 km/h, il s'agit de l'édition la plus rapide de l'histoire de Paris-Tours, dépassant la moyenne de 48,929 km/h établie par Andrei Tchmil lors de l'édition 1997.
Bénéficiant de vent favorable au cours de la majeure partie de l'épreuve, 52,5 kilomètres sont parcourus lors de la première heure de course. Dès le 8e kilomètre une trentaine de coureurs s'isolent en tête de course et se disputeront la victoire dans le final.

## Classement final
| \| Classement général \| Classement général \| Classement général \| Classement général \| Classement général \| \| Coureur \| Coureur \| Pays \| Équipe \| Temps \| \| ------------------ \| ------------------ \| ------------------ \| --------------------------- \| ------------------ \| \| 1er \| Matteo Trentin \| Italie \| Etixx-Quick Step \| + 4 h 39 min 12 s \| \| 2e \| Tosh Van der Sande \| Belgique \| Lotto-Soudal \| + 0 s \| \| 3e \| Greg Van Avermaet \| Belgique \| BMC Racing Team \| + 4 s \| \| 4e \| Tiesj Benoot \| Belgique \| Lotto-Soudal \| + 20 s \| \| 5e \| Roy Jans \| Belgique \| Wanty-Groupe Gobert \| + 20 s \| \| 6e \| Yves Lampaert \| Belgique \| Etixx-Quick Step \| + 20 s \| \| 7e \| Heinrich Haussler \| Australie \| IAM Cycling \| + 20 s \| \| 8e \| Edward Theuns \| Belgique \| Topsport Vlaanderen-Baloise \| + 20 s \| \| 9e \| Mike Teunissen \| Pays-Bas \| LottoNL-Jumbo \| + 20 s \| \| 10e \| Pim Ligthart \| Pays-Bas \| Lotto-Soudal \| + 20 s \| |                    |           |                             |                   |
| |                    |           |                             |                   |
| Sources : ProCyclingStats Cycling Archives |                    |           |                             |                   |
| Classement général |                    |           |                             |                   |
| Coureur | Coureur            | Pays      | Équipe                      | Temps             |
| 1er | Matteo Trentin     | Italie    | Etixx-Quick Step            | + 4 h 39 min 12 s |
| 2e | Tosh Van der Sande | Belgique  | Lotto-Soudal                | + 0 s             |
| 3e | Greg Van Avermaet  | Belgique  | BMC Racing Team             | + 4 s             |
| 4e | Tiesj Benoot       | Belgique  | Lotto-Soudal                | + 20 s            |
| 5e | Roy Jans           | Belgique  | Wanty-Groupe Gobert         | + 20 s            |
| 6e | Yves Lampaert      | Belgique  | Etixx-Quick Step            | + 20 s            |
| 7e | Heinrich Haussler  | Australie | IAM Cycling                 | + 20 s            |
| 8e | Edward Theuns      | Belgique  | Topsport Vlaanderen-Baloise | + 20 s            |
| 9e | Mike Teunissen     | Pays-Bas  | LottoNL-Jumbo               | + 20 s            |
| 10e | Pim Ligthart       | Pays-Bas  | Lotto-Soudal                | + 20 s            |